# 보카로P
보카로P(ボカロP)는 음성 합성 소프트웨어인 보컬로이드, 우타우, CeVIO 등으로 보카로 곡을 제작해 동영상 사이트에 투고하는 음악가를 가리키는 명칭이다.

## 개요
원래 음악가가 노래를 발표하는 방법으로는 '가수에게 의뢰한다', 또는 '스스로 가창한다'라는 2가지 선택지가 존재했다. 그러나 야마하의 음성 합성 기술 '보컬로이드'의 등장으로 컴퓨터 음악(Desktop music, DTM)에서 보컬로이드를 보컬로 사용하는 것이 새로운 선택지가 되었다.
크립톤 퓨처 미디어가 2007년에 발매한 음성 라이브러리 「VOCALOID2 캐릭터 보컬 시리즈 01 하츠네 미쿠」는 그 전후에 탄생한 니코니코 동영상이나 유튜브 등의 동영상 사이트에서 동인 음악의 새로운 문화가 되었다.
보컬로이드를 사용해 제작된 노래(보카로곡, ボカロ曲은 젊은층을 중심으로 퍼졌고 주요 음악 차트나 가라오케 차트에서 상위권에 모습을 보이는 등 일본의 독자적인 음악 문화로 정착하고 있다. 노래의 대부분은 일러스트나 애니메이션을 이용한 뮤직 비디오 형식으로 발표되기 때문에, 인터넷상에서 수많은 아마추어 유저가 참가하는 2차 창작물이나 유저 생성 컨텐츠 (UGC)로서의 파급력을 가지고 있는 것이 보카로곡의 특징으로 언급된다.
보카로P에 의한 동인 음악 CD 배포와 현실에서의 교류의 장으로서, 켓콤(ケットコム)이 주최하는 즉석 판매회인 THE VOC@LOiD M@STER(통칭 보마스)가 2007년부터 개최되고 있다.

### 어원
보컬로이드의 약칭인 보카로와 프로듀서(Producer)의 머리글자를 합쳐 보카로P라고 불리게 되었다. '프로듀서'라는 말은 2007년 하츠네 미쿠 발매 당시 니코니코 동화에서 유행하던 아이돌마스터 시리즈의 동영상 투고자를 원작 게임 내의 플레이어 네임을 나타내는 '○○P'라고 부르고 있었던 것에 영향을 받은 것이다. 하츠네 미쿠는 캐릭터성을 밀어낸 가상 아이돌로서의 성격을 가지고 있었기 때문에, 보카로곡 제작자를 아이돌의 프로듀서에 비추어 일부 동영상 투고자를 「○○P」, 총칭을 「보카로P」라고 부르는 관습이 생겨났다. . 처음으로 「○○P」라고 불린 VOCALOID 관련 동영상 투고자는 원컵P로 알려져 있다.

## 메이저 음악 시장으로의 진출
- 2008년 8월 Livetune이 앨범 'Re:package'를 빅터 엔터테인먼트에서 발매하였다. 이는 하츠네 미쿠를 사용한 음악 CD가 메이저 라벨에서 발매된[7] 첫 사례가 되었다. 이듬해인 2009년에는 Supercell이 소니 뮤직에서 메이저 데뷔하였고, 같은 해 포니 캐니언 산하의 EXIT TUNES에서 컴필레이션 음반의 전개가 시작되어 일반 음악 업계로의 진출도 늘어났다.[8][9]
- 2010년대 들어서는 소설가로도 활동하는 보카로P가 등장하였다. 진(자연의 적P)은 자신이 발표한 노래들을 미디어 믹스 작품 「아지랑이 프로젝트」로 새롭게 발표하였다.[10] 그 밖에도 Mothy(悪ノP), 테니오하 등이 자신의 악곡을 원작으로 한 소설을 발표하고 있다.
- 보카로P의 일부에는, 하치(요네즈 켄시)나 벌룬(스다 케이나)과 같이 보카로P로서의 활동 이후 싱어송라이터로 활동하거나[11][12], Wowaka나 N-buna처럼 록밴드의 멤버로서 활동하는 경우도 있다.[13][14] 나유탄 성인이나 와다 타케아키(쿠라게P)처럼 보카로곡을 작곡하여 제공함과 동시에 노래를 병행하는 보카로P도 존재한다.
- 2018년에는 요네즈 켄시[15], 2020년과 2021년에는 Ayase가 요아소비의 멤버로서 NHK 홍백가합전에 출전했다.[16] 2021년에는 가수로서도 활동하는 마후마후가 출전했다.

## 주요 보카로P

### 니코니코 동화에서 1,000만 재생수를 달성한 보카로P
니코니코 동화에서는 보카로곡의 뮤직 비디오의 재생수가 1,000만 회를 달성하면 「보컬로이드 신화입성」(ボーカロイド神話入り)이라고 하는 태그가 붙는다. 『』에는 1,000만 재생수를 달성한 노래의 이름이 들어간다.
- ika 『미쿠미쿠하게 해줄게♪』
- ryo 『멜트』
- 흑토끼P 『천본앵』
- 하치 『마트료시카』
- DECO*27 『모자이크 롤』, 『고스트 룰』
- wowaka 『월드 엔드 댄스홀』
- iroha(sasaki) 『노심융해[b]』
- cosMo(@폭주P) 『하츠네 미쿠의 소실 (LONG VERSION)』
- Orangestar 『내일의 밤하늘 초계반』
- kemu 『육조년과 하룻밤 이야기』

### 싱어송라이터로도 활동하는 보카로P
괄호 안은 보카로P로서의 이름이다.
- 요네즈 켄시(하치)
- 이나메 토오루(40mP)
- 아라이 히로아키(시그널P)
- 이치노세 유우 (쵸쵸P)
- 스다 케이나(벌룬)
- 키타니 타츠야(안녕하세요 타니타씨)
- TOOBOE (john)
- Lanndo (누유리)
- 신산양 (유기산)
- 이와미 타카시 (나나호시 관현악단)
- 쿠도 다이핫켄 (피노키오P)
- 쿠리야마 유이 (하치야 나나시)
- 야마모토 가쿠 (Peg)
- 하루카 료 (루운)
- Seeeeecun (시군)

Syudou, 스리이, Guiano, 칸자키 이오리, R Sound Design 등 명의를 바꾸지 않고 싱어송라이터 활동(자신의 곡의 셀프 커버 등)을 하고 있는 보카로P도 있다.

### 밴드나 음악 그룹의 멤버로 활동하는 보카로P
괄호 안은 보카로P가 소속된 그룹의 이름이다.
- ryo (supercell)
- wowaka (히토리에)
- 아사 (화악기밴드)
- 레프티 몬스터 P (이토오카시)
- halyosy (absorb)
- n-buna (요루시카)
- 푸스 (츠유)
- Ayase (요아소비)
- 토쿠 (GARNiDELiA)
- DECO*27 (LOVE LASTS FOREVER)
- 기가P (REOL)
- 흑토끼P (WhiteFlame)
- kemu (PENGUIN RESEARCH)
- 라무네/마을사람P (사이더걸)
- 이시후로 (네크라이트 토키)
- 나노 (시빌리안)
- 마이키P (라투라투)
- 유리이 카논 (츠쿠요미)
- koyori (공백놀이)
- Misumi (DUSTCELL)
- 하리하라 츠바사 (공백놀이)
- 레오루 (REOL)
- 츠미키 (NOMELON NOLEMON)
- 쿠리야마 유리/하치야 나나시 (Van de Shop)

## 보카로P가 발표한 유명한 작품
노래에 보컬로이드를 사용하고 있는 싱글 및 앨범만을 기재하였다. 단, EXIT TUNES 등에서 발매되는 보컬로이드 노래의 컴필레이션 음반은 제외되었다. 모든 보카로P가 자신의 작품이 니코니코 동화 내에서 '전설입성'(100만 회 이상 재생)하였다.
- supercell (ryo/supercell)
- Re:package (kz/ livetune )
- 꽃다발과 수장, OFFICIAL ORANGE (하치)
- 언해피 리플레인 (wowaka)
- 상애성 이론, 사랑 미혹 엘레지, 러브 캘린더, Conti New, GHOST, 안드로이드 걸, 언데드 앨리스 (DECO*27)
- 41m, 점점 빨라져 가(40mP)
- 메카쿠 시티 데이즈, 메카쿠 시티 레코즈 (진)
- PANDORA VOXX (kemu)
- 중병 격발 보이(레루리리)
- 세계 정복, 마이네임 이즈 러브 송, CYNICISM (Neru)
- "커튼콜이 그치기 전에", "꽃과 물엿, 최종전차", "달을 걷고 있어" (n-buna)
- 미완성 에이트 비트, SEASIDE SOLILOQUIES ( Orangestar )
- 나유탄 별에서 온 물체 X, 나유탄 별에서 온 물체 Y, 나유탄 별에서 온 물건 Z, 나유탄 별에서 온 물체 N (나유탄 성인)
- Corridor, Marble, apartment (벌룬)
- troy (유기산)
- plotoplan, Outer Sample (누유리)
- BLUE ENDING NOVA, 네오 드림 트래블러, 두 사람 (하루마키고항)
- 베놈, 달링 신드롬 (카이리키 베어)
- 코인 로커 베이비, 프라이드 아이 (MARETU)
- 인간극장(유리이 카논)
- 백지(칸자키 이오리)
- NOMAN, SHIMNEY (니루 카지츠)
- 최악, 필사적, 귀여운 그녀 (syudou)
- 판데믹 (스리이)
- 헤이트풀 (히이라기 키라이)
- 유령 도쿄, MIKUNOYOASOBI (Ayase)
- 잠이 드는 거리 (쿠지라)
- The Deluge (Chinozo)
- KING (Kanaria)

### 내용주
1. ↑  보컬로이드 이외의 음성 합성 소프트웨어인 우타우, CeVIO 등을 사용하여 제작된 곡도 넓은 의미에서의 보컬로이드 문화의 문맥에서 보카로곡으로 불리는 경우가 있다.
2. ↑  한 번 삭제된 초기 동영상과 본인이 재투고한 동영상의 재생수를 합한 것.

### 참조주
1. 1 2  “初音ミク：21世紀の音楽革命をもたらした電子の歌姫”. 《nippon.com》 (일본어). 2021년 3월 26일. 2021년 8월 9일에 확인함.
2. ↑  “ボーカロイド・初音ミクがもたらす「3つの革命」”. 《ITmedia ビジネスオンライン》 (일본어). 2021년 8월 9일에 확인함.
3. ↑  ASCII. “音楽の「ナマ感」伝えたい ボーカロイドイベント主催が語る (1/4)”. 《ASCII.jp》 (일본어). 2021년 7월 17일에 확인함.
4. ↑  “和田たけあき（くらげP）「むしろ2012年の状態が異常だった」 シーンを見つめ続けたボカロPが考える衰退論の真相”. 2020.3.8에 확인함.
5. 1 2  “ボカロ曲の流行の変遷と「ボカロっぽさ」についての考察（1）初音ミク主体の黎明期からクリエイター主体のVOCAROCKへ”. 《Real Sound｜リアルサウンド》 (일본어). 2021년 7월 17일에 확인함.
6. ↑  2007年9月3日にニコニコ動画に投稿された「初音ミクが来ないのでスネています」という動画に対するコメントが由来となり名付けられた。ワンカップPの項目も参照。
7. ↑  “初音ミク誕生10周年 「世界初」「世界一」の記念碑2作を一斉配信”. 《ORICON NEWS》. 2021년 7월 17일에 확인함.
8. ↑  “初音ミク、オリコン4作同時ランクイン”. 《ORICON NEWS》. 2021년 7월 17일에 확인함.
9. ↑  “asahi.com（朝日新聞社）：世界に広がる仮想歌姫「初音ミク」　新進クリエーターに迫る - ＹｏｕＴｕｂｅ連動　初音ミクの世界”. 《www.asahi.com》. 2021년 7월 17일에 확인함.
10. ↑  “じん（自然の敵P）が体現する新しいプロデューサー像 物語作家として音楽を作るプロセスとは？”. 《Real Sound｜リアルサウンド》 (일본어). 2021년 7월 17일에 확인함.
11. ↑  “ボカロP“バルーン”ことシンガーソングライターの須田景凪とコラボ「INVISIBLE ART IN PUBLIC by au vol.3 須田景凪」のプラットフォームとしてSTYLYが採用”. 2020.3.8에 확인함.
12. ↑  “米津玄師、ボカロ曲初投稿から10年 ハチ楽曲に見るクリエイティブの原点”. 2020.3.8에 확인함.
13. ↑  “【知りたい】wowakaの6年ぶりボカロ曲“アンノウン・マザーグース”までを貫く世界観とは?”. 2020.3.8에 확인함.
14. ↑  “【ヨルシカ】ボカロPのn-bunaによる新プロジェクトが始動”. 2020.3.8에 확인함.
15. ↑  米津玄師とヨルシカ ～〈ボカロP〉から全世代へ。ネット発クリエイターの躍進
16. ↑  “YOASOBI、「夜に駆ける」から『NHK紅白歌合戦』出場、1st EP『THE BOOK』発売までの軌跡を徹底解説”. 《Real Sound｜リアルサウンド》 (일본어). 2021년 8월 9일에 확인함.